# Palettciklid
Palettciklid (Pelvicachromis pulcher eller Pelmatochromis pulcher) är en art i familjen ciklider som lever i Nigeria och i angränsande regioner av Benin och Kamerun.

## Kännetecken
Hanen är betydligt större än honan. Honan är som regel vid lek betydligt starkare färgad än hannen.

## Ekologi
Arten vistas främst i sötvatten och den besöker ibland bräckt vatten. Födan utgörs av vattenlevande insekter, kräftdjur och maskar.

## Hot
Delar av beståndet påverkas negativ av vattenföroreningar, bland annat med petroleum. IUCN listar arten som livskraftig (LC).

## Akvariefisk
Palettcikliden är en afrikansk ciklid som de flesta akvarister stiftat bekantskap med. Det är utan överdrift den vanligaste av de mindre cikliderna, palettcikliden är dock ingen dvärgciklid. Palettciklid kommer ursprungligen från Nigeria. Idag används ofta fisk som är odlad i Asien av akvarister. Akvarierna bör vara på omkring 100 liter eller större. Det kan även fungera med mindre akvarier om man nöjer sig med ett par palettciklider, och inte så många andra fiskar. Akvariet bör vara försett med grottor där palettcikliden leker. Finns inte grottor kommer fiskarna själva gräva fram en sådan. Grottor kan även tillverkas av kokosnötskal eller av små keramikkrukor. Mer eller mindre fantasiformade grottor finns även att köpa hos zoohandeln. Man kan ibland se olika odlingsvarianter av denna ciklid. Hanen på bilden är en sådan, så kallad "double red".

## Anspråkslös
Palettciklid trivs bra i nästan alla slags akvarium, den vill i regel ha hårt vatten men klarar även bräckt vatten. Den kan vara aggressiv mot andra fiskar, speciellt vid lek. Den vaktar sin bostad, som ofta är en hålighet i en rot eller under några stenar. Båda föräldrarna försvarar och vaktar hela tiden sina yngel. Den äter det mesta, det går bra med torrfoder, men palettcikliden (liksom de flesta andra akvariefiskar) uppskattar levande foder såsom vattenloppor och mygglarver emellanåt. Palettcikliden en av de lättaste arterna att få till lek. Det är också förhållandevis lätt att driva upp ynglen till vuxen ålder.

## Lättodlad
Palettcikliden är en parbildande substratruvare som leker i grottor. Denna ciklid är vanligtvis mycket lättodlad, det enda som behövs är två vuxna individer, en hona och en hane, samt ett akvarium med mjukt, lätt surt eller neutralt vatten. Temperaturen kan vara omkring 26 °C. I en grotta enligt ovan leker sedan fiskarna. De hjälps åt att vakta rommen och senare ynglen. Hos fiskar som vakar sin avkomma är produktiviteten mindre än hos de arter som inte vaktar. Fullvuxna palettciklider lägger vanligtvis omkring 200-300 ägg. 10-15 yngel brukar klara sig och växer upp till vuxen ålder om man låter dem sköta sig själva i ett sällskapsakvarium. Ynglen äter pulvriserat flingfoder, men vill även ha levande föda såsom artemia.